# فهرست میراث جهانی در بریتانیا
فهرست میراث جهانی یونسکو در انگلستان  شامل ۲۸ میراث (۴ میراث طبیعی و ۲۳ میراث فرهنگی و ۱ ترکیبی) می‌باشد.
میراث جهانی یونسکو نام عهدنامه‌ای بین‌المللی است که در تاریخ ۱۶ نوامبر ۱۹۷۲ میلادی به تصویب کنفرانس عمومی یونسکو رسید. موضوع آن حفظ آثار تاریخی، طبیعی و فرهنگی بشر است که اهمیت جهانی دارند و متعلق به تمام انسان‌های زمین، فارغ از نژاد، مذهب و ملیت خاص، می‌باشند.
قلعه دورهام یکی از نخستین میراث انگلستان است که به ثبت رسید.
بریتانیا سالانه £ ۱۳۰٫۰۰۰ برای حفاظت از سایت‌های کشورهای در حال توسعه به صندوق جهانی میراث جهانی کمک می‌کند.

## فهرست میراث
- لیورپول
- گرینویچ (منطقه)
- کلیسای وست‌مینستر
- کلیسای سنت مارتین
- کلیسای سنت آگوستین
- کاخ وست‌مینستر
- کاخ بلنهایم
- قلعه دورهام
- دیوار هادریان
- برج لندن
- باغ‌های گیاه‌شناسی پادشاهی، کیو
- باث
- استون‌هنج
- Vespasian's_Camp
- Studley_Royal_Park
- Stonehenge_Cursus
- استون‌هنج، ایوبری، و محوطه‌های مرتبط
- کلیسای سنت مارگریت، وست‌میسنتر
- Silbury_Hill
- سالتایر
- Overton_Down
- Luxulyan_Valley
- Liverpool_Maritime_Mercantile_City
- ساحل ژوراسیک
- ژرف‌دره آیرون‌بریج
- Fountains_Abbey
- کلیسای جامع دورام
- کارخانه‌های دره درونت
- چشم‌انداز معدن کورنوال و دوون غربی
- کارهرک
- کلیسای جامع کنتربری
- Burials_and_memorials_in_Westminster_Abbey
- ایوبری
- اوبری، ویلتشر

## همچنین مشاهده کنید
- فهرست میراث جهانی یونسکو در اروپا